# Kuninda

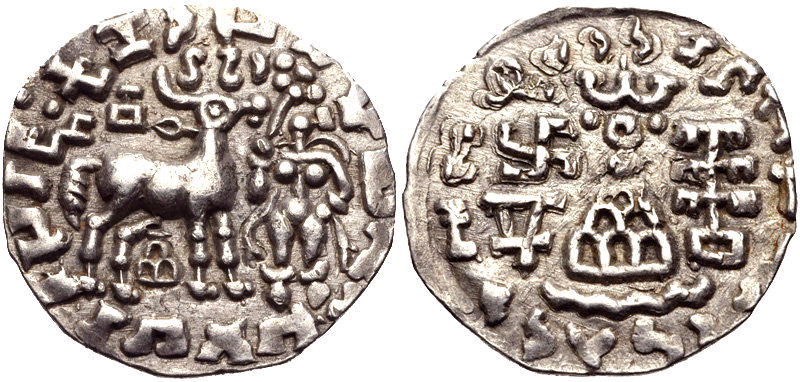
Moneda Kuninda

Els kuninda van ser un poble que va dominar la zona d'Uttarakhand des del segle ii aC fins al segle iii. Després de la caiguda de l'imperi Kuixan, algunes tribus locals van organitzar-se per crear un regne amb un monarca que acumulava força poder. Els kuninda van estendre's per la regió, encunyaven la seva pròpia moneda i tenien un sistema de recaptació d'impostos que els permetia ser independents d'altres pobles de la zona. Primerament van ser budistes però posteriorment es can convertir a l'hinduisme, com proven les efígies de Xiva trobades a monedes i restes arqueològiques. La majoria de poblacions eren agrupacions petites, d'uns centenars d'habitants, que estaven molt properes a altres pobles i que actuaven de manera confederada sota les ordres del rei.